# Erik Brødreskift
Erik "Grim" Brødreskift (Bergen, 23 de dezembro de 1969 – Bergen, 4 de outubro de 1999) foi instrumentista de Viking metal, Black Metal e Progressive metal. Trabalhou em várias bandas de black metal, incluindo Immortal, Borknagar e Gorgoroth.

## Biografia
Em 1993 tornou-se baterista da banda Immortal, logo após o lançamento do segundo álbum da banda, Pure Holocaust. Erik permaneceu nesta banda até 1994.
No ano seguinte juntou-se à banda Borknagar e em 96 á banda Gorgoroth.
Em Outubro de 1999 suicidou-se com uma overdose de drogas.
A canção Erik, May You Rape the Angels da banda Nargaroth é-lhe dedicada, bem como o festival de metal Hole in the Sky.'

## Discografia

### Immortal
- 1993 – Pure Holocaust (é creditado, mas não gravou o disco)

### Borknagar
- 1996 – Borknagar
- 1997 – The Olden Domain[5]
- 1998 – The Archaic Course

### Gorgoroth
- 1996 – The Last Tormentor (EP)
- 1997 – Under the Sign of Hell